# Municipio de Browns Valley
El municipio de Browns Valley (en inglés: Browns Valley Township) es un municipio ubicado en el condado de Big Stone en el estado estadounidense de Minnesota. En el año 2010 tenía una población de 358 habitantes y una densidad poblacional de 2,83 personas por km².

## Geografía
El municipio de Browns Valley se encuentra ubicado en las coordenadas 45°32′56″N 96°42′18″O / 45.54889, -96.70500. Según la Oficina del Censo de los Estados Unidos, el municipio tiene una superficie total de 126.55 km², de la cual 123,4 km² corresponden a tierra firme y (2,49 %) 3,15 km² es agua.

## Demografía
Según el censo de 2010, había 358 personas residiendo en el municipio de Browns Valley. La densidad de población era de 2,83 hab./km². De los 358 habitantes, el municipio de Browns Valley estaba compuesto por el 99,72 % blancos, el 0,28 % eran amerindios. Del total de la población el 0 % eran hispanos o latinos de cualquier raza.